# Jeff Bezos
Jeff Bezos, właśc. Jeffrey Preston Bezos (ur. 12 stycznia 1964 w Albuquerque) – amerykański przedsiębiorca, prezes, dyrektor generalny i przewodniczący zarządu Amazon.com, od 2018 do 2021 roku najbogatszy człowiek świata według rankingu agencji Bloomberg. Czasopismo „Forbes” szacowało w 2020 roku jego majątek na ponad 204 mld dolarów, z czego większość stanowiły akcje Amazon.com. W 2025 roku jego majątek został wyceniony na 215 mld dolarów, plasując go na 3 pozycji w zestawieniu.

## Życiorys
Ukończył studia na Uniwersytecie Princeton. Od 1990 do roku 1994, w którym założył portal internetowy Amazon.com, pracował jako analityk finansowy w spółce partnerskiej D. E. Shaw & Co. W 1999 r. czasopismo „Time” wybrało go osobowością roku. W 2000 założył przedsiębiorstwo przemysłu kosmicznego Blue Origin, w którym próbuje wdrożyć innowacyjne techniki w transporcie orbitalnym, w tym załogowym. Na początku sierpnia 2013 kupił „The Washington Post” za 250 mln dolarów. W lutym 2021, Jeff zapowiedział, że do końca roku zrezygnuje ze stanowiska CEO Amazon. Decyzja ta stała się faktem 5 lipca 2021, równo 27 lat po założeniu firmy, Jeff Bezos zrezygnował z funkcji prezesa Amazona. Nowym dyrektorem wykonawczym (CEO) Amazona został Andy Jassy. Jeff objął funkcję „prezesa wykonawczego”.
20 lipca 2021 będąc wśród kosmicznych turystów swojej własnej firmy Blue Origin pobił kilka kosmicznych rekordów. Na pokładzie znalazł się najmłodszy astronauta w historii Oliver Daemen (18 lat), najstarsza astronautka w historii Wally Funk, oraz prawdopodobnie to także pierwszy przypadek, gdy polecieli razem tak blisko spokrewnieni – bracia Mark Bezos i Jeff Bezos. Dodatkowo Jeff Bezos jest pierwszym człowiekiem w historii, który w momencie lotu w kosmos był uważany za najbogatszego (pod względem majątku finansowego) człowieka na Ziemi. Poza tym nietypowym było samo podejście do koncepcji lotu w kosmos. Na pokładzie nie było żadnej osoby uważanej za pilota, całością sterował automatycznie komputer. Poza tym to był pierwszy lot załogowy firmy – do tej pory wszystkie testy były bezzałogowe i to prawdopodobnie też pierwszy przypadek, gdzie sam właściciel firmy był pierwszą osobą w locie załogowym, bez wcześniejszych testów z innymi ludźmi.

## Życie prywatne
W 1993 ożenił się z MacKenzie Scott Tuttle, którą poznał podczas pracy w nowojorskim funduszu hedgingowym. W 1994 przeprowadził się z żoną do Seattle. Ma z nią czworo dzieci, w tym córkę adoptowaną z Chin. W kwietniu 2019 rozwiódł się z żoną. 27 czerwca 2025 ożenił się z Lauren Sánchez, z którą pozostawał w nieformalnym związku od 2019.

## Nagrody i wyróżnienia
- Człowiek Roku tygodnika „Time” (1999)[4]
- jeden z najlepszych amerykańskich liderów wg magazynu U.S. News & World Report (2008)[10]
- Doktor honoris causa Carnegie Mellon University (2008)[11]
- Nagroda za innowacyjność wraz z Greggiem Zehrem magazynu The Economist za czytnik Amazon Kindle (2011)[12]
- Biznesmen roku magazynu Fortune (2012)[13]
- 10. miejsce największych światowych liderów magazynu Fortune (2014)[14]
- Buzz Aldrin Space Innovation Award (2017)[15]
- FAA Commercial Space Astronaut Wings (2021)[16]
- Universal Astronaut Insignia za lot suborbitalny (nr 28) – Stowarzyszenie Uczestników Lotów Kosmicznych (Association of Space Explorers(inne języki))[17]